# Guysborough (Nouvelle-Écosse)
Pour les articles homonymes, voir Guysborough (homonymie).
Ne doit pas être confondu avec Guysborough.
Guysborough (population : 397) est une localité canadienne non constituée en municipalité dans le comté de Guysborough, en Nouvelle-Écosse.
Située sur la rive ouest de la baie de Chedabucto, en face du port de Guysborough, elle est le siège administratif de la municipalité de Guysborough. 